# Alkäische Strophe
Die alkäische Strophe ist eine nach dem griechischen Dichter Alkaios benannte antike Strophenform, die in der deutschen Dichtung häufig verwendet worden ist. Es handelt sich um eine vierzeilige Odenstrophe, deren erste beide Verse 11, deren dritter Vers 9 und deren vierter 10 Silben haben, wobei die ersten beiden Verse eine Zäsur nach der fünften Silbe haben. Das Schema der antiken Strophe ist in metrischer Notation:
×—◡—× ‖ —◡◡—◡×

×—◡—× ‖ —◡◡—◡×

×—◡—×—◡—×

—◡◡—◡◡—◡—×
Es werden also drei unterschiedliche Versmaße verwendet, die man nach der Strophe alkäische Versmaße nennt, im Einzelnen:
- alkäischer Hendekasyllabus (abgekürzt alc11)
- alkäischer Enneasyllabus (alc9)
- alkäischer Dekasyllabus (alc10)

## Antike Dichtung
Die alkäische Strophe wurde in der griechischen Dichtung von Alkaios und Sappho verwendet und später in der lateinischen Dichtung von Horaz aufgenommen, bei dessen Oden es die häufigste Strophenform ist. Ein Beispiel (Horaz, Oden 1,37):
Antehac nefas, de promere Caecubum

cellis avitis, dum Capitolio

Regina dementis ruinas

funus et Imperio parabat.
In der deutschen Übersetzung von K. F. Preiß:
Verbrechen war es früher, den Cäcuber

zu holen aus dem Ahnengewölbe, da

Die Königin dem Capitol und

Reiche den Umsturz voll Unsinn drohte,

## Deutsche Dichtung

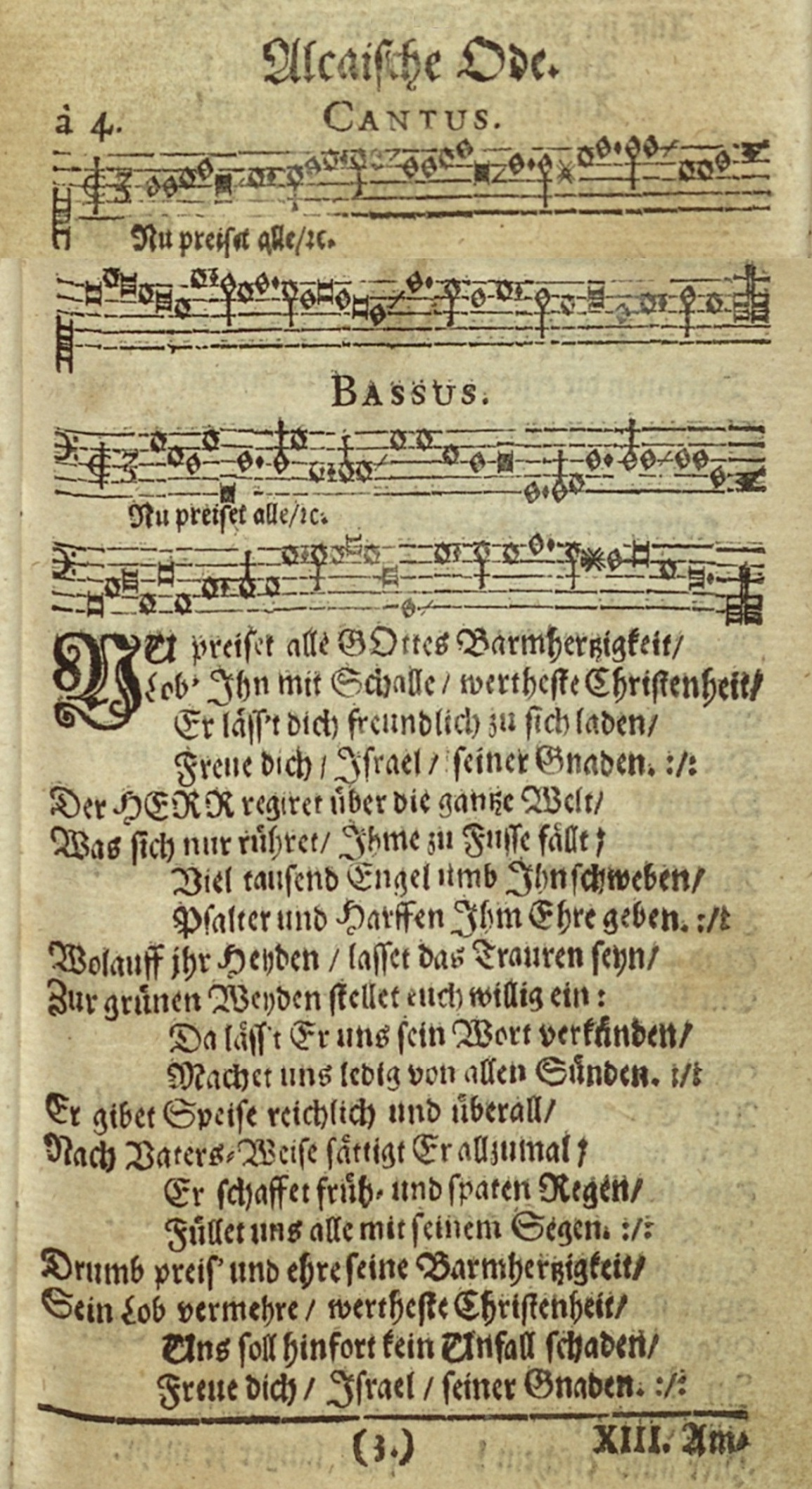
Matthäus Apelles von Löwenstern: Alcaische Ode (1644)

In der deutschen Dichtung ist die alkäische Strophe von allen antiken Odenstrophen am häufigsten nachgebildet worden. Sie wurde erstmals 1644 von Georg Philipp Harsdörffer verwendet; für die deutsche Dichtung bedeutsam wurde sie durch Friedrich Gottlieb Klopstock, der mit ihr bei getreuerer Nachbildung des antiken Vorbilds 1747 seine Odenproduktion begann (An meine Freunde, An Fanny). Nach seinem Beispiel verwendeten zahlreiche Dichter wie Ludwig Hölty oder August von Platen die Strophe; Friedrich Hölderlins zahlreiche alkäische Oden (darunter An die Parzen, Abendphantasie, Die Heimat, Der Neckar) gelten als Höhepunkte der deutschen Odendichtung. Das 19. Jahrhundert hat vergleichsweise wenige alkäische Oden hervorgebracht; im 20. Jahrhundert wurde die Strophenform unter anderen von Rudolf Alexander Schröder, Josef Weinheber und Friedrich Georg Jünger (Die Seerosen) gewählt.

### Metrum
Die alkäische Strophe wird in der deutschen Dichtung meist verwirklicht, indem die Silben, die beim antiken Vorbild entweder lang oder kurz sind, in eindeutiger Weise betont oder unbetont gewählt werden. In metrischer Notation:
◡—◡—◡ ‖ —◡◡—◡—

◡—◡—◡ ‖ —◡◡—◡—

◡—◡—◡—◡—◡

—◡◡—◡◡—◡—◡
Als Beispiel die vierte Strophe aus Wilhelm Waiblingers Quelle der Nymphe Egeria in Nemi:
Aus Treue sterben! Schönster Gedanke du,

Aus unsern Tagen lange hinweggeflohn

Ins Reich der Dichtung, in die Zeiten,

Da ihn die Menschen von Göttern lernten.
Abweichungen von diesem Schema treten auf, wenn Verfasser das antike Vorbild möglichst genau wiederzugeben versuchen, so etwa Johann Heinrich Voss und August von Platen. Die fünfte Strophe von Platens Brunelleschi:
Schatzgräber schalt Roms höhnischer Pöbel dich,

Dich samt Donato, deinem erprobten Freund,

Des Kunst zuerst formlosem Steine

Männlichen Seelencharakter eingrub.
Hier sind nach antikem Vorbild einige Stellen, die im Strophenschema der deutschen Nachbildung mit einer leichten, unbetonten Silbe besetzt sind, mit einer schweren Silbe besetzt:
——◡—— ‖ —◡◡—◡—

——◡—◡ ‖ —◡◡—◡—

◡—◡———◡—◡

—◡◡—◡◡—◡——

### Zäsur
Die Zäsur der beiden die Strophe eröffnenden alkäischen Elfsilber wird in ihrer deutschen Nachbildung oft nicht eingehalten, so zum Beispiel in der zweiten Strophe von Georg Brittings Mantua:
Paläste, leer. Die Fürsten Gonzaga - tot.

Und ritten auf den steinernen Treppen steil

Ins Schlafgemach. Die weißen Frauen

Lauschten errötend dem Schall der Hufe.
Obwohl der dritte und der vierte Vers der Strophe keine vorgeschriebene, feste Zäsur aufweisen, findet sich oft ein Einschnitt entweder nach der vierten Silbe (bei beiden Versen) oder nach der sechsten Silbe beim dritten Vers, nach der siebten Silbe beim vierten Vers, wodurch sich beide Verse anziehend gliedern. Die zweite Strophe aus einer Ode Rudolf Alexander Schröders (Deutsche Oden, erste Reihe, 4):
Ihr wisst, nicht Süße rettet die Frucht: der Kern

Muss sich beweisen. Also errettet euch

Nur Männersinn, dem Pflicht und Opfer

Stillen, beharrlichen Diensts vertraut sind.
Die ersten beiden Verse weisen die Zäsur nach der fünften Silbe auf, im dritten Vers fällt der Einschnitt hinter die vierte Silbe, im vierten hinter die siebte.

### Rhythmus
In der alkäischen Strophe steigt die Bewegung in den ersten fünf Silben des ersten Verses und schlägt nach der Zäsur in eine fallende Bewegung um. Der zweite Vers wiederholt dieses Auf und Ab, wonach im dritten Vers ein im Vergleich zu den bisherigen steigenden Abschnitten doppelt so langer Anstieg folgt, ehe die Bewegung im vierten Vers wieder fällt, auch hier in doppeltem Umfang. Wolfgang Binder beschreibt die Bewegung der ersten beiden Verse so: "Dieses Steigen und Fallen bildet gleichsam eine Welle." Und über den dritten und vierten Vers: "Liest man sie nun zusammen, als ob sie zwei Kola eines längeren Verses wären, dann wiederholen sie die Wellenbewegung des Elfsilbers: Der Neunsilber steigt, der Zehnsilber fällt." Zusammengefasst: "Drei Wellen, die dritte doppelt so breit." Aufgrund dieses Aufbaus stellt Walter Hof fest: "Das alkäische Maß ist also zwar vierzeilig, aber dreiteilig." Das Bild der Welle ist häufig zur Beschreibung der alkäischen Strophe verwendet worden, so von Moritz Carriere: "Die alkäische Strophe ist ein stürmisches Auf- und Abwogen". Carriere weist auch wie Binder darauf hin, dass die herausgehobene Stelle der drei Strophenteile in der Mitte liegt, auf dem höchsten Punkt der Welle (also bei den ersten beiden Versen um die Zäsur, beim dritten und vierten Vers am Versende des dritten und am Versanfang des vierten). Dadurch ist die alkäische Strophe noch weniger als andere antike Strophen reimbar, da ein Reim entgegen dem Bau der Strophe das Versende betonen würde.

### Enjambement
Wie in allen deutschen Nachbildungen antiker Strophen ist das Enjambement eher die Regel als die Ausnahme. Durch die Zugehörigkeit zur gleichen rhythmischen Einheit sind der dritte und der vierte Vers besonders eng verbunden, so dass hier gelegentlich am Ende des dritten Verses noch nicht einmal ein Wort schließt, wie in der dritten Strophe von Josef Weinhebers Alkaios, der Dichter:
O aufstehn hätt' ich, sagen gewollt: Ein Mann

ist nötig. Sprechen, wie sich das Wort erhob

aus unsern Vätern. Doch die Scham ver-

band mir den Mund. Ich verschwieg es; leide.
Auch über die Grenze zwischen zwei Strophen fließen Satz wie Sinn häufig ohne zu stocken hinweg, wie Hölderlins zweistrophige Ode Der Sonnenuntergang zeigt:
Wo bist du? Trunken dämmert die Seele mir

Von aller deiner Wonne; denn eben ist’s,

Dass ich gelauscht, wie, goldner Töne

Voll, der entzückende Sonnenjüngling

Sein Abendlied auf himmlischer Leier spielt‘;

Es tönten rings die Wälder und Hügel nach.

Doch fern ist er zu fremden Völkern,

Die ihn noch ehren, hinweggegangen.

### Sprache
In ihrer eigentlichen Verwendung als Odenstrophe ist die alkäische Strophe den für die Ode kennzeichnenden großen Themen ebenso verpflichtet wie der dazugehörigen gehobenen, ernsten Sprache; für beides ist sie ihrer Grundbewegung nach geeignet, wie Franz Ficker feststellt: "In der alkäischen Strophe ruht vielleicht der höchste Wohllaut; ihr Gang ist gehalten, und ihr Ton hat etwas Erhebendes. Sie ist daher zur Darstellung des Würdevollen, Großen, Starken, Erhabenen vorzüglich geeignet." Verweigert sich ein in alkäischen Strophen geschriebenes Gedicht diesen Inhalten und dieser Sprache, entsteht schnell eine parodistische Wirkung, wie etwa in Eduard Mörikes An Philomele:
Verzeih! im Jägerschlösschen ist frisches Bier

Und Kegelabend heut: ich versprach es halb

Dem Oberamtsgerichtsverweser,

Auch dem Notar und dem Oberförster.
Auch ein hymnischer Ton ist der alkäischen Strophe möglich; in reinster Form verwirklicht ihn die letzte Strophe von Ludwig Theobul Kosegartens Vaninis Hymne:
Glanz, Lichtstrahl, Würde, Hoheit, wie sing' ich dich!

Licht, Liebe, Leben, Labsal, wie feir' ich dich!

Der Summen Summe! All des Allen!

Einziger, Ewiger, Größter, Bester!

### Rezeption
Die alkäische Strophe wird in Literatur und Film verschiedentlich erwähnt.
- In Theodor Fontanes erstem Roman, Vor dem Sturm, führen Hansen-Grell und Lewin ein Gespräch über Hölderlin und die Dichtung; Hansen-Grell liest Hölderlins An die Parzen, dann: "Er legte das Buch aus der Hand und fuhr ohne Pause fort: 'Das sind alkäische Strophen, klassisch in Bau und Form, und doch klingt es in ihnen romantisch trotz Orkus und aller Schatten- und Götterwelt der Klassizität.'"

- In Jean-Luc Godards Film Le Mépris zitiert und bespricht Fritz Lang mehrsprachig die Schlussstrophe von Hölderlins Dichterberuf.

## Andere Dichtungen
In der italienischen Dichtung wurde die alkäische Strophe von Gabriello Chiabrera (1552–1638) erneuert und nach ihm von Paolo Antonio Rolli (1687–1765), Giovanni Fantoni (1755–1807) und anderen verwendet. In England gab es Versuche von Tennyson (O mighty-mouth’d inventor of harmonies) und von Swinburne.